# Томас Еррера
Томас Хосе Рамон дель Кармен де Еррера-і-Перес-Давіла (ісп. Tomás José Ramón del Carmen de Herrera y Pérez Dávila; 21 грудня 1804 — 5 грудня 1854) — колумбійський військовик і політик, оголосив себе головою виконавчої влади Республіки Нова Гранада, не визнавши диктатуру Хосе Марії Мело.

## Біографія
Народився 1804 року в місті Панама, яке після проголошення південноамериканськими колоніями незалежності від Іспанії опинилось у складі Великої Колумбії. 1821 року вступив на військову службу, брав участь у походах на південь, 1824 року взяв участь у битві в Хуніні й битві при Аякучо. 1828 року його було звинувачено в участі у змові й ув'язнено в Боготі. Втім йому вдалось утекти, та його знову впіймали та засудили до страти. За його військові заслуги, однак, вирок було замінено на заслання з країни.
1830 року повернувся до Колумбії, де за допомогу в придушенні сепаратизму Альсуру був призначений на пост генерал-коменданта Панамського перешийку. Коли 1839 року почалась «війна Вищих», він узяв участь у бойових діях у Кауці, однак населення перешийку не бажало брати участі в тому конфлікті, й 18 листопада 1840 року було проголошено незалежну Державу Перешийку. Полковник Томас Еррера став її президентом та проводив перемовини з Коста-Рикою та США щодо визнання нової держави. За тринадцять місяців центральному уряду в Боготі вдалось умовити Ерреру повернути територію перешийку до складу єдиної держави, зобов'язавшись не переслідувати сепаратистів. Однак після відновлення центральної влади угоду було порушено, Еррера втратив звання та був усунутий від усіх посад.
1845 року Еррера повернувся до політичного життя, ставши губернатором провінції Панама, а також військовим і морським міністром в адміністрації Хосе Іларіо Лопеса. 1850 року був призначений на пост губернатора провінції Картахена й того ж року отримав звання генерала. Заходи Лопеса з лібералізації законодавства призвели до повстання консерваторів 1851 року, і президент призначив Ерреру командувачем військ, що діяли проти Еусебіо Боррери — губернатора провінції Антіокія.
1853 року після завершення президентського терміну Лопеса новим президентом країни став реформатор Хосе Марія Обандо. 17 квітня 1854 року генерал Хосе Марія Мело фактично здійснив військовий переворот, заарештувавши президента Обандо, та встановив диктатуру. Разом із президентом під арештом опинились більшість членів його адміністрації. Еррера вирушив на північ і 21 квітня, прибувши до Чоконти й отримавши листа від віцепрезидента Хосе де Обальдії, який переховувався на території посольства США, оголосив себе головою виконавчої влади. 23 квітня Еррера прибув до Тунхи, де призначив генерала Мануеля Марію Франко командувачем збройних сил.
Франко зумів призвати до свого війська 2557 осіб. З такими силами Еррера висунувся до Немокона, куди прибув 19 травня, де перед ним постала дилема: чи атакувати Мануеля Хіменеса в Сіпакірі, чи ж продовжити марш на Онду для з'єднання з силами генерала Хоакіна Паріса. Еррера ухвалив рішення атакувати Хіменеса, втім битва при Сіпакірі, що сталась 20 травня, звершилась нищівною поразкою для сил конституціоналістів. Після смерті Франко Еррера передав командування армією Марсело Буїтраго, який почав відводити війська до Тунхи, в той час, як Еррера вирішив рухатись у протилежному напрямку. В Ла-Везі (Кундінамарка) він з'єднався з військами сенатора Арболеди, що були частиною сил генерала Паріса.
Спираючись на сили Арболеди, Еррера сформував новий уряд. Міністром оборони та закордонних справ було призначено Рамона Матеуса, міністром внутрішніх справ і фінансів — Пастора Оспіну Родрігеса. Генерал Томас Сіпріано де Москера став комендантом провінцій Момпос, Панама й Карибського регіону, губернаторам було віддано наказ виконувати всі вимоги останнього. Зрештою Еррера дістався Ібаге та створив там всю структуру виконавчої влади, видаючи декрети з закликом зібрати Конгрес 20 липня в Боготі, а якщо в столиці цього зробити не вдасться — то в Ібаге.
15 липня Еррера переформував свою адміністрацію. 20 липня він зустрівся з 23 членами Конгресу в Ибаге. Вони дійшли висновку, що відкрити сесію Конгресу неможливо через відсутність кворуму. 5 серпня до Ібаге прибув віцепрезидент Хосе де Обальдия та взяв виконавчу владу в свої руки, призначивши Ерреру другим військовим комендантом Північної частини країни.
2 грудня війська Еррери та Москери дістались передмість Боготи. 4 грудня Еррера зазнав у бою смертельного поранення й невдовзі помер.